# Вромбчинек
Вромбчинек (пол. Wrąbczynek) — село в Польщі, у гміні Пиздри Вжесінського повіту Великопольського воєводства.
Населення — 304 особи (2011).
У 1975-1998 роках село належало до Конінського воєводства.

## Демографія
Демографічна структура станом на 31 березня 2011 року:
|          | Загалом | Допрацездатний вік | Працездатний вік | Постпрацездатний вік |
| -------- | ------- | ------------------ | ---------------- | -------------------- |
| Чоловіки | 159     | 38                 | 110              | 11                   |
| Жінки    | 145     | 33                 | 89               | 23                   |
| Разом    | 304     | 71                 | 199              | 34                   |